# 캄보디아의 코로나19 범유행
다음은 캄보디아의 코로나19 범유행 현황에 대한 설명이다.
COVID-19의 첫 번째 유행 사례가 2020년 1월 27일 캄보디아에서 확인되었다. 세계보건보안지수의 2019년 보고서에 따르면 캄보디아는 감염병 발생 대비 국가 195개국 중 89위를 차지했다.

## 배경
세계보건기구(WHO)는 12일 2019년 12월 31일 처음 WHO의 주목을 받았던 중화인민공화국 후베이성 우한시의 한 집단에서 신종 코로나바이러스가 호흡기 질환의 원인임을 확인했다. 이 군단은 처음에 우한화난수산물도매시장과 연결되어 있었다. 그러나 실험실 확정 결과가 나온 그 첫 사례들 중 일부는 시장과 연관성이 없었고, 전염병의 근원은 알려져 있지 않다.
2003년 사스와 달리 COVID-19의 경우 치명률은 훨씬 낮았지만, 총 사망자 수가 상당할 정도로 감염 경로는 훨씬 더 컸다. COVID-19는 전형적으로 약 7일 정도의 독감과 유사한 증상을 보이며, 그 후 일부 사람들은 병원에 입원해야 하는 바이러스성 폐렴의 증상으로 발전한다. 3월 19일부터 COVID-19는 더 이상 "높은 결과 감염병"으로 분류되지 않았다.

## 인도주의적 지원
3월 23일, 중국 남부 광시의 7명의 전문의들이 인공호흡기, 의료 마스크, 보호복, 테스트 키트, 적외선 온도 센서 등 의료품을 가지고 있는 팀이 이 전염병 퇴치를 돕기 위해 프놈펜에 착륙했다.

## 같이 보기
- 아시아의 코로나19 범유행